# Esther Imbert
Esther Imbert, född 1570, död 1593, kallad La rochelaise, var mätress till Henrik IV av Frankrike 1586-1587. 
Hon var dotter till Jacques Imbert, fogde i Aunis, och Catherine Rosseau. Imbert blev officiell älskarinna till Henrik IV 1586. Hon accepterades av Diane d’Andouins eftersom hon inte uppfattades som ett hot mot dennas ställning som huvudmätress. Hon födde 1587 en son Gideon, som dock avled innan Henrik IV hunnit erkänna honom. Hon levde sedan på en pension från kungen. 